# Криппс, Джастин
Джастин Криппс (англ. Justin Kripps; род. 6 января 1987, Наалеху, Гавайи) — канадский бобслеист, пилот, выступающий за сборную Канады с 2006 года, олимпийский чемпион 2018 года в двойках, многократный призёр чемпионатов мира, победитель этапов Кубка мира. Прежде чем перейти в бобслей, занимался лёгкой атлетикой.

## Биография
Джастин Криппс родился 6 января 1987 года в гавайском курорте Наалеху. Спортом увлёкся ещё с детства, в своём родном городе Саммерленде (Британская Колумбия) активно занимался лёгкой атлетикой, бегал на спринтерские дистанции. Поступив в университет им. Саймона Фрейзера, сразу же присоединился к местной легкоатлетической команде, участвовал в основном в эстафете 4×100 м. Однако добиться на этом поприще сколько-нибудь значимых результатов ему не удалось, поэтому в августе 2006 года он приехал в тренировочный лагерь сборной по бобслею, решив попробовать себя в качестве разгоняющего. С самых первых заездов проявлял себя с лучшей стороны и вскоре присоединился к экипажу именитого пилота Пьера Людерса. Регулярно попадал в число призёров Кубка мира, а в сезоне 2007/08 на этапе в итальянском Кортина-д’Ампеццо впервые завоевал золотую медаль.
Благодаря череде успешных выступлений Криппс удостоился права защищать честь Канады на зимних Олимпийских играх 2010 года в Ванкувере, где в составе четвёрки финишировал пятым. После окончания Олимпиады принял решение переквалифицироваться в пилота и создал свою собственную команду. Первое время пилотирование давалось ему с трудом, в связи с отсутствием рейтинговых очков приходилось выступать на менее значимых турнирах, но спустя какое-то время результаты пошли вверх, и канадец вернулся в мировую элиту. На чемпионате мира 2012 года в американском Лейк-Плэсиде выиграл бронзовую медаль в программе смешанных состязаний по бобслею и скелетону, тогда как в двойках был лишь семнадцатым.
В 2014 году Криппс побывал на Олимпийских играх в Сочи, где финишировал шестым в программе мужских двухместных экипажей и двадцать девятым в программе четырёхместных (во втором заезде его экипаж перевернулся и потерял много времени).
Примечательно, что Криппс и Людерс в марте 2008 года стали первыми бобслеистами, проехавшими по олимпийской трассе Санного центра в Уистлере. Однако добраться до финиша они тогда так и не смогли, в этом тестовом заезде их боб перевернулся на седьмом повороте.

### Выступления на Олимпийских играх
| Олимпийские игры | Возраст | Команда | Пилот       | Двойки | Четвёрки |
| ---------------- | ------- | ------- | ----------- | ------ | -------- |
| 2010 Ванкувер    | 23      | Канада  | Пьер Людерс | —      | 5        |
| 2014 Сочи        | 27      | Канада  | Сам         | 4      | 27       |
| 2018 Пхёнчхан    | 31      | Канада  | Сам         | 1      | 6        |
| 2022 Пекин       | 35      | Канада  | Сам         | 10     | 3        |